# Guayana Francesa en la Copa de Oro de la Concacaf 2021

## Fase preliminar
El 27 de julio de 2020, Concacaf anunció que las 12 selecciones jugarían las eliminatorias como ronda preliminar centralizada en los Estados Unidos, la semana previo al comienzo de la fase de grupos de la Copa de Oro 2021. Sin embargo el 2 de septiembre de 2020, Concacaf anunció que la selección de fútbol de Catar fue invitado a la Copa Oro 2021 y que el torneo de clasificación determinaría solo a tres equipos que participaran en la Copa Oro. El torneo contara con dos rondas, con los doce equipos participantes que serán divididos en seis eliminatorias únicas en la primera ronda. Los seis ganadores avanzaran a la segunda ronda, y los ganadores de los tres partidos únicos se clasificaran a la Copa Oro.
Los primeros 6 equipos del ranking Concacaf de agosto de 2020 fueron predeterminados según su orden a los partidos 1 y 6, según su posición, mientras que los otros seis equipos serán sorteados desde un bombo simple.
- Todos los partidos se jugaron en el DRV PNK Stadium en Fort Lauderdale, Florida; por esta razón es que algunos partidos se retrasaron y no se jugaron a la hora correspondiente.

- Todos los partidos se jugaron en el DRV PNK Stadium en Fort Lauderdale, Florida; por esta razón es que algunos partidos se retrasaron y no se jugaron a la hora correspondiente.

|  | Primera ronda      | Primera ronda                |                    |          | Segunda ronda | Segunda ronda |
|  |                    |                              |                    |          |               |               |
|  | 2 de julio de 2021 |                              |                    |          |               |               |
|  |                    |                              |                    |          |               |               |
|  |                    | Haití                        |                    |          |               |               |
|  | 1                  |                              |                    |          |               |               |
|  | 6                  | San Vicente y las Granadinas |                    |          |               |               |
|  | 6                  | San Vicente y las Granadinas | 6 de julio de 2021 | Haití    |               |               |
|  | 1                  |                              | 6 de julio de 2021 | Haití    |               |               |
|  |                    | 4                            | Bermudas           |          |               |               |
|  | 2 de julio de 2021 | 4                            | Bermudas           | Bermudas |               |               |
|  | 2 de julio de 2021 |                              |                    | Bermudas |               |               |
|  | 8                  | Barbados                     |                    |          |               |               |
|  | 8                  | Barbados                     |                    |          |               |               |

|  | Primera ronda      | Primera ronda |                    |           | Segunda ronda | Segunda ronda |
|  |                    |               |                    |           |               |               |
|  | 3 de julio de 2021 |               |                    |           |               |               |
|  |                    |               |                    |           |               |               |
|  |                    | Guatemala     |                    |           |               |               |
|  | 0                  |               |                    |           |               |               |
|  | 4                  | Guyana        |                    |           |               |               |
|  | 4                  | Guyana        | 6 de julio de 2021 | Guatemala |               |               |
|  | 0                  |               | 6 de julio de 2021 | Guatemala |               |               |
|  |                    | 1 (9)         | Guadalupe          |           |               |               |
|  | 3 de julio de 2021 | 1 (9)         | Guadalupe          | Guadalupe |               |               |
|  | 3 de julio de 2021 |               |                    | Guadalupe |               |               |
|  | 2                  | Bahamas       |                    |           |               |               |
|  | 2                  | Bahamas       |                    |           |               |               |

|  | Primera ronda      | Primera ronda     |                    |                   | Segunda ronda | Segunda ronda |
|  |                    |                   |                    |                   |               |               |
|  | 2 de julio de 2021 |                   |                    |                   |               |               |
|  |                    |                   |                    |                   |               |               |
|  |                    | Trinidad y Tobago |                    |                   |               |               |
|  | 3*                 |                   |                    |                   |               |               |
|  | 6                  | Montserrat        |                    |                   |               |               |
|  | 6                  | Montserrat        | 6 de julio de 2021 | Trinidad y Tobago |               |               |
|  | 1                  |                   | 6 de julio de 2021 | Trinidad y Tobago |               |               |
|  |                    | 1 (8)             | Guayana Francesa   |                   |               |               |
|  | 3 de julio de 2021 | 1 (8)             | Guayana Francesa   | Cuba              |               |               |
|  | 3 de julio de 2021 |                   |                    | Cuba              |               |               |
|  | 0                  | Guayana Francesa  |                    |                   |               |               |
|  | 0                  | Guayana Francesa  |                    |                   |               |               |

- Guayana Francesa fue declarado como ganador del partido no jugado contra la selección de Cuba, con un marcador a favor de 3 a 0, debido a incidentes con el viaje de Cuba a Estados Unidos por problemas con la Visa.
- Guatemala pasó a fase de grupos luego de un contagio masivo de COVID-19 de Curazao, reemplazándolos y porque clasificó fuera de los ganadores de preliminares por desempeño debido a que tuvo 4 puntos y 5 goles superando a los demás.[1]

## Jugadores
| Nombre                   | Posición      | Edad    | Club                         |
| ------------------------ | ------------- | ------- | ---------------------------- |
| Gary Marigard            | Portero       | 33 años | Iris Club de Croix           |
| Simon Lugier             | Portero       | 32 años | US Boulogne                  |
| Noha Pulcherie           | Portero       | 20 años | SC Bastia B                  |
| Jean-Beaunel Petit-Homme | Portero       | 31 años | ASC Le Geldar                |
| Alain Mogès              | Defensa       | 29 años | Angoulême-Soyaux Charente    |
| Kévin Rimane             | Defensa       | 30 años | FC Hermannstadt              |
| Thomas Vancaeyezeele     | Defensa       | 27 años | Birmingham Legion            |
| Grégory Lescot           | Defensa       | 32 años | Vannes Olympique Club        |
| Ludovic Baal             | Defensa       | 35 años | Stade Brestois               |
| Inrick Baal              | Defensa       | 29 años | CSC de Cayenne               |
| Marvin Torvic            | Defensa       | 33 años | AS Etoile Matoury            |
| Teddy Michael Adaoude    | Defensa       | 24 años | AS Etoile Matoury            |
| Marc Edwige              | Defensa       | 34 años | CSC de Cayenne               |
| Dylan Nitchy Adam        | Mediocampista | 22 años | AS Etoile Matoury            |
| Rhudy Evens              | Mediocampista | 33 años | ASC Le Geldar                |
| Calvin Soga              | Mediocampista | 26 años | AJ Saint-Georges             |
| Carino Atchaliso         | Mediocampista | 29 años | Akritas Chlorakas            |
| Dylan Nitchy Adam        | Mediocampista | 22 años | AS Etoile Matoury            |
| Régis Kevin Léveillé     | Mediocampista | 27 años | Brétigny Foot CS             |
| Miguel Haabo             | Mediocampista | 30 años | AS Etoile Matoury            |
| Arnold Abelinti          | Delantero     | 29 años | Sologne Olympique Romorantin |
| Jessy Marigard           | Delantero     | 28 años | RFC Tournai                  |
| Sloan Privat             | Delantero     | 32 años | FC Bourg-Péronnas            |
| Alex Éric                | Delantero     | 30 años | US Matoury                   |

1. ↑  «¡Oficial! Guatemala jugará Copa Oro y debuta ante El Salvador este domingo».

- Datos: Q109255441